# Claudio Pizarro
Pour les articles homonymes, voir Pizarro.
Claudio Miguel Pizarro Bossio, né le 3 octobre 1978 à Callao, est un footballeur international péruvien qui jouait au poste d'avant-centre.
Deuxième meilleur buteur étranger en Bundesliga avec 197 buts (derrière le Polonais Robert Lewandowski), il est le meilleur buteur historique du Werder Brême (153 buts, toutes compétitions confondues).

## Biographie

### En club
Révélé en Allemagne au Werder Brême, l'avant centre péruvien débarque au Bayern Munich en 2001. Il a alors 23 ans, et est appelé à prendre la succession à moyen terme d'un Carsten Jancker vieillissant. Il reste au total six saisons en Bavière, inscrivant 100 buts en 256 matchs, et se voit associé à Giovane Élber puis Roy Makaay.
En 2007, il signe à Chelsea, rejoignant ainsi son ancien partenaire bavarois Michael Ballack. Mais face à la forte concurrence qui règne au sein du club londonien, il est prêté à l'issue de la saison au Werder Brême. Après une saison de prêt qui voit le Werder atteindre la finale de la Coupe UEFA 2008-2009 et gagner la Coupe d'Allemagne de football, Pizarro est définitivement transféré au club allemand en raison de ses bonnes prestations. L'année suivante, il affronte son ancienne équipe du Bayern Munich en finale de la Coupe d'Allemagne 2010 et s'incline (4-0).
Le 23 octobre 2010, en marquant contre le Borussia Mönchengladbach son 134e but en Bundesliga, Pizarro dépasse le record du meilleur buteur étranger de Bundesliga précédemment détenu par le Brésilien Giovane Élber. Il conservera ce record pendant un peu plus de huit ans puisque, le 9 mars 2019, le polonais Robert Lewandowski marque son 196e but, dépassant d'une unité le total de buts cumulé par Pizarro durant cette période.
Le 15 mai 2012, Pizarro annonce qu'il quitte le Werder à l'issue de son contrat, ce dernier courant jusqu'à l'été 2012. Au total, il marque 89 buts en 144 matchs sous le maillot du Werder entre 2008 et 2012.
Le 26 mai 2012, il signe un contrat d'un an en faveur du Bayern Munich, le transfert prenant effet à l'ouverture du marché des transferts le 1er juillet,.
Durant la phase de poule de la Ligue des champions il marque un triplé en moins de 15 minutes contre le LOSC Lille ce qui apparaît comme le triplé le plus rapide de l'histoire de la Ligue des champions. Le Bayern Munich s'imposera sur le score de 6-1. 
Le 25 septembre 2012, Pizarro devient le joueur étranger à avoir disputé le plus de rencontres de Bundesliga.
Le 30 mars 2013, il inscrit un quadruplé lors de la victoire 9 buts à 2 du Bayern Munich face au Hambourg SV et devient ainsi le dixième meilleur buteur de l'histoire de la Bundesliga.
En remportant la Ligue des champions 2013 avec le Bayern Munich, Pizarro devient seulement le deuxième joueur péruvien à soulever le trophée, après son compatriote Víctor Benítez en 1963 avec le Milan AC.
Le 16 juillet 2015, il annonce via twitter son départ du Bayern Munich. Le 7 septembre 2015, il fait son retour au Werder Brême, pour la troisième fois, club où il demeure une idole absolue.
Le 5 février 2016, Pizarro joue son 400e match de Bundesliga (contre le Borussia Mönchengladbach) et marque son 182e but, ce qui lui permet d'intégrer le top 5 du classement des buteurs de tous les temps du championnat allemand, à égalité avec Ulf Kirsten. Néanmoins, il ne reste que trois ans dans le top 5 car dépassé depuis mars 2019 par Robert Lewandowski qui le relègue à la 6e place dudit classement.
Le 19 mars 2016, en marquant sur pénalty le but de l'égalisation face au 1. FSV Mayence 05, Pizarro fait coup double et égale deux records: celui de meilleur buteur de l'histoire du Werder Brême toutes compétitions confondues (141 buts à égalité avec Frank Neubarth) et celui de meilleur buteur du club en championnat (101 buts, ex æquo avec Marco Bode).
Un mois plus tard, le 16 avril 2016, il réapparaît en marquant un nouveau but sur pénalty contre Wolfsburg, but important dans sa carrière qui lui permet d'être seul meilleur buteur du Werder Brême à la fois dans l'histoire du club (142 buts) et en championnat (102 buts), total qu'il portera la saison suivante à 144 et 102 buts, respectivement.
En septembre 2017, à bientôt 39 ans et libre de tout contrat, l'inusable Pizarro signe pour le FC Cologne, bon dernier de la Bundesliga.
Le 29 juillet 2018, Pizarro s'engage pour une nouvelle saison avec le Werder Brême. En marquant sur coup franc le but de l'égalisation contre le Hertha Berlin lors de la 22e journée du championnat 2018-2019, le 16 février 2019, il devient le joueur le plus âgé (40 ans et 136 jours) à marquer en Bundesliga.
Il prend sa retraite à 41 ans, le 6 juillet 2020, après le barrage-retour pour le maintien entre le Werder Brême et le 1. FC Heidenheim (2-2) qui voit son club assurer sa place en 1re division.

### En sélection
Pizarro commence sa carrière internationale avec le Pérou face à l'Équateur le 10 février 1999 et marque son premier but lors de son deuxième match, sept jours plus tard, face à ce même adversaire. Il compte 20 buts marqués (en 85 capes).
Il participe au total à quatre Copa América en 1999, 2004, 2007 et 2015, en atteignant toujours au moins les quarts de finale (15 matchs joués pour 4 buts marqués). Il disputa les éliminatoires de la Coupe du monde de football en 2002 (13 matchs, 2 buts), 2006 (11 matchs, 1 but), 2010 (4 matchs) et 2014 (13 matchs, 3 buts) sans jamais pouvoir atteindre la phase finale. 
Convoqué par le sélectionneur Ricardo Gareca afin de disputer les éliminatoires de la Coupe du monde 2018 (4 matchs), il n'est plus rappelé depuis la défaite contre l'Uruguay, le 29 mars 2016, à Montevideo (1-0).

## Statistiques

### Statistiques détaillées(par année)
| Saison                | Club                  | Championnat           | Championnat | Championnat | Coupe(s) nationale(s) | Coupe(s) nationale(s) | Supercoupe | Supercoupe | Compétition(s) continentale(s) | Compétition(s) continentale(s) | Compétition(s) continentale(s) | Total | Total |
| Saison                | Club                  | Division              | M.          | B.          | M.                    | B.                    | M.         | B.         | Comp.                          | M.                             | B.                             | M.    | B.    |
| 1996                  | Deportivo Pesquero    | D1                    | 17          | 3           | -                     | -                     | -          | -          | -                              | -                              | -                              | 17    | 3     |
| 1997                  | Deportivo Pesquero    | D1                    | 25          | 8           | -                     | -                     | -          | -          | -                              | -                              | -                              | 25    | 8     |
| Sous-total            | Sous-total            | Sous-total            | 42          | 11          | -                     | -                     | -          | -          | -                              | -                              | -                              | 42    | 11    |
| 1998                  | Alianza Lima          | D1                    | 22          | 7           | -                     | -                     | -          | -          | CL                             | 10                             | 2                              | 32    | 9     |
| 1999                  | Alianza Lima          | D1                    | 25          | 18          | -                     | -                     | -          | -          | -                              | -                              | -                              | 25    | 18    |
| Sous-total            | Sous-total            | Sous-total            | 47          | 25          | -                     | -                     | -          | -          | -                              | 10                             | 2                              | 57    | 27    |
| 1999-2000             | Werder Brême          | Bundesliga            | 25          | 10          | 5                     | 2                     | -          | -          | C3                             | 9                              | 3                              | 39    | 15    |
| 2000-2001             | Werder Brême          | Bundesliga            | 31          | 19          | 1                     | 0                     | -          | -          | C3                             | 5                              | 4                              | 37    | 23    |
| Sous-total            | Sous-total            | Sous-total            | 56          | 29          | 6                     | 2                     | -          | -          | -                              | 14                             | 7                              | 76    | 38    |
| 2001-2002             | Bayern Munich         | Bundesliga            | 30          | 15          | 4                     | 0                     | -          | -          | C1                             | 16                             | 4                              | 50    | 19    |
| 2002-2003             | Bayern Munich         | Bundesliga            | 31          | 15          | 7                     | 2                     | -          | -          | C1                             | 7                              | 2                              | 45    | 19    |
| 2003-2004             | Bayern Munich         | Bundesliga            | 31          | 11          | 5                     | 1                     | -          | -          | C1                             | 7                              | 0                              | 43    | 12    |
| 2004-2005             | Bayern Munich         | Bundesliga            | 23          | 11          | 5                     | 6                     | -          | -          | C1                             | 7                              | 4                              | 35    | 21    |
| 2005-2006             | Bayern Munich         | Bundesliga            | 26          | 11          | 6                     | 5                     | -          | -          | C1                             | 6                              | 1                              | 38    | 17    |
| 2006-2007             | Bayern Munich         | Bundesliga            | 33          | 8           | 2                     | 0                     | -          | -          | C1                             | 10                             | 4                              | 45    | 12    |
| Sous-total            | Sous-total            | Sous-total            | 174         | 71          | 29                    | 14                    | -          | -          | -                              | 53                             | 15                             | 256   | 100   |
| 2007-2008             | Chelsea FC            | PL                    | 21          | 2           | 9                     | 0                     | -          | -          | C1                             | 2                              | 0                              | 32    | 2     |
| Sous-total            | Sous-total            | Sous-total            | 21          | 2           | 9                     | 0                     | -          | -          | -                              | 2                              | 0                              | 32    | 2     |
| 2008-2009             | Werder Brême (prêt)   | Bundesliga            | 26          | 17          | 5                     | 4                     | -          | -          | C3                             | 15                             | 7                              | 46    | 28    |
| 2009-2010             | Werder Brême          | Bundesliga            | 26          | 16          | 4                     | 1                     | -          | -          | C3                             | 10                             | 12                             | 40    | 29    |
| 2010-2011             | Werder Brême          | Bundesliga            | 22          | 9           | 2                     | 2                     | -          | -          | C1                             | 5                              | 3                              | 29    | 14    |
| 2011-2012             | Werder Brême          | Bundesliga            | 29          | 18          | -                     | -                     | -          | -          | -                              | -                              | -                              | 29    | 18    |
| Sous-total            | Sous-total            | Sous-total            | 103         | 60          | 11                    | 7                     | -          | -          | -                              | 30                             | 22                             | 144   | 89    |
| 2012-2013             | Bayern Munich         | Bundesliga            | 20          | 6           | 2                     | 3                     | -          | -          | C1                             | 6                              | 4                              | 28    | 13    |
| 2013-2014             | Bayern Munich         | Bundesliga            | 17          | 10          | 3                     | 1                     | -          | -          | C1                             | 6                              | 0                              | 26    | 11    |
| 2014-2015             | Bayern Munich         | Bundesliga            | 13          | 0           | 2                     | 1                     | -          | -          | C1                             | 2                              | 0                              | 17    | 1     |
| Sous-total            | Sous-total            | Sous-total            | 50          | 16          | 7                     | 5                     | -          | -          | -                              | 14                             | 4                              | 71    | 25    |
| 2015-2016             | Werder Brême          | Bundesliga            | 28          | 14          | 4                     | 2                     | -          | -          | -                              | -                              | -                              | 32    | 16    |
| 2016-2017             | Werder Brême          | Bundesliga            | 19          | 1           | -                     | -                     | -          | -          | -                              | -                              | -                              | 19    | 1     |
| Sous-total            | Sous-total            | Sous-total            | 47          | 15          | 4                     | 2                     | -          | -          | -                              | -                              | -                              | 51    | 17    |
| 2017-2018             | FC Cologne            | Bundesliga            | 16          | 1           | -                     | -                     | -          | -          | C3                             | -                              | -                              | 16    | 1     |
| Sous-total            | Sous-total            | Sous-total            | 16          | 1           | -                     | -                     | -          | -          | -                              | -                              | -                              | 16    | 1     |
| 2018-2019             | Werder Brême          | Bundesliga            | 26          | 5           | 4                     | 2                     | -          | -          | -                              | -                              | -                              | 30    | 7     |
| 2019-2020             | Werder Brême          | Bundesliga            | 18          | 0           | 1                     | 2                     | -          | -          | -                              | -                              | -                              | 19    | 2     |
| Sous-total            | Sous-total            | Sous-total            | 44          | 5           | 5                     | 4                     | -          | -          | -                              | -                              | -                              | 49    | 9     |
| Total sur la carrière | Total sur la carrière | Total sur la carrière | 600         | 235         | 71                    | 34                    | -          | -          | -                              | 123                            | 50                             | 794   | 319   |

### En sélection nationale
| Saison                | Sélection             | Phases finales          | Phases finales | Phases finales | Phases finales | Éliminatoires CDM | Éliminatoires CDM | Éliminatoires CDM | Matchs amicaux | Matchs amicaux | Matchs amicaux | Total | Total | Total |
| Saison                | Sélection             | Compétition             | M              | B              | Pd             | M                 | B                 | Pd                | M              | B              | Pd             | M     | B     | Pd    |
| --------------------- | --------------------- | ----------------------- | -------------- | -------------- | -------------- | ----------------- | ----------------- | ----------------- | -------------- | -------------- | -------------- | ----- | ----- | ----- |
| 1998-1999             | Pérou                 | Copa América 1999       | 4              | 0              | 0              | -                 | -                 | -                 | 7              | 3              | 0              | 11    | 3     | 0     |
| 1999-2000             | Pérou                 | -                       | -              | -              | -              | 5                 | 0                 | 0                 | -              | -              | -              | 5     | 0     | 0     |
| 2000-2001             | Pérou                 | Copa América 2001       | -              | -              | -              | 6                 | 2                 | 0                 | -              | -              | -              | 6     | 2     | 0     |
| 2001-2002             | Pérou                 | -                       | -              | -              | -              | 3                 | 0                 | 0                 | -              | -              | -              | 3     | 0     | 0     |
| 2002-2003             | Pérou                 | -                       | -              | -              | -              | -                 | -                 | -                 | 3              | 2              | 0              | 3     | 2     | 0     |
| 2003-2004             | Pérou                 | Copa América 2004       | 2              | 1              | 0              | 6                 | 1                 | 1                 | 2              | 1              | 0              | 10    | 3     | 1     |
| 2004-2005             | Pérou                 | -                       | -              | -              | -              | 5                 | 0                 | 2                 | -              | -              | -              | 5     | 0     | 2     |
| 2005-2006             | Pérou                 | -                       | -              | -              | -              | -                 | -                 | -                 | -              | -              | -              | 0     | 0     | 0     |
| 2006-2007             | Pérou                 | Copa América 2007       | 4              | 2              | 0              | -                 | -                 | -                 | 2              | 1              | 0              | 6     | 3     | 0     |
| 2007-2008             | Pérou                 | -                       | -              | -              | -              | 4                 | 0                 | 0                 | 2              | 0              | 0              | 6     | 0     | 0     |
| 2010-2011             | Pérou                 | Copa América 2011       | -              | -              | -              | -                 | -                 | -                 | 1              | 0              | 0              | 1     | 0     | 0     |
| 2011-2012             | Pérou                 | -                       | -              | -              | -              | 3                 | 1                 | 1                 | 4              | 2              | 0              | 7     | 3     | 1     |
| 2012-2013             | Pérou                 | -                       | -              | -              | -              | 6                 | 1                 | 0                 | 1              | 1              | 0              | 7     | 2     | 0     |
| 2013-2014             | Pérou                 | -                       | -              | -              | -              | 4                 | 1                 | 0                 | 1              | 0              | 0              | 5     | 1     | 0     |
| 2014-2015             | Pérou                 | Copa América 2015       | 4              | 1              | 0              | -                 | -                 | -                 | 2              | 0              | 0              | 6     | 1     | 0     |
| 2015-2016             | Pérou                 | Copa América Centenario | -              | -              | -              | 4                 | 0                 | 0                 | -              | -              | -              | 4     | 0     | 0     |
| Total sur la carrière | Total sur la carrière | Total sur la carrière   | 14             | 4              | 0              | 46                | 6                 | 4                 | 25             | 10             | 0              | 85    | 20    | 4     |

### Buts en sélection
| Buts en sélection de Claudio Pizarro | Buts en sélection de Claudio Pizarro | Buts en sélection de Claudio Pizarro                         | Buts en sélection de Claudio Pizarro | Buts en sélection de Claudio Pizarro | Buts en sélection de Claudio Pizarro | Buts en sélection de Claudio Pizarro |
|                                      | Date                                 | Lieu                                                         | Adversaire                           | Score                                | Résultat                             | Compétition                          |
| ------------------------------------ | ------------------------------------ | ------------------------------------------------------------ | ------------------------------------ | ------------------------------------ | ------------------------------------ | ------------------------------------ |
| 1.                                   | 17 février 1999                      | Estadio Monumental Isidro Romero Carbo, Guayaquil (Équateur) | Équateur                             | 1-0                                  | 2-1                                  | Amical                               |
| 2.                                   | 17 juin 1999                         | Estadio Palogrande, Manizales (Colombie)                     | Colombie                             | 3-0                                  | 3-3                                  | Amical                               |
| 3.                                   | 23 juin 1999                         | Estadio Alejandro Villanueva, Lima (Pérou)                   | Venezuela                            | 1-0                                  | 3-0                                  | Amical                               |
| 4.                                   | 27 mars 2001                         | Estadio Nacional, Lima (Pérou)                               | Chili                                | 3-1                                  | 3-1                                  | QCM 2002                             |
| 5.                                   | 2 juin 2001                          | Estadio Nacional, Lima (Pérou)                               | Équateur                             | 1-0                                  | 1-2                                  | QCM 2002                             |
| 6.                                   | 2 avril 2003                         | Estadio Nacional, Lima (Pérou)                               | Chili                                | 2-0                                  | 3-0                                  | Amical                               |
| 7.                                   | 2 avril 2003                         | Estadio Nacional, Lima (Pérou)                               | Chili                                | 3-0                                  | 3-0                                  | Amical                               |
| 8.                                   | 20 août 2003                         | Giants Stadium, New Jersey (États-Unis)                      | Mexique                              | 1-0                                  | 3-1                                  | Amical                               |
| 9.                                   | 1er juin 2004                        | Stade Centenario, Montevideo (Uruguay)                       | Uruguay                              | 2-0                                  | 3-1                                  | QCM 2006                             |
| 10.                                  | 6 juillet 2004                       | Estadio Nacional, Lima (Pérou)                               | Bolivie                              | 1-2                                  | 2-2                                  | CA 2004                              |
| 11.                                  | 7 octobre 2006                       | Estadio Sausalito, Viña del Mar (Chili)                      | Chili                                | 2-3                                  | 2-3                                  | Amical                               |
| 12.                                  | 3 juillet 2007                       | Estadio Metropolitano, Mérida (Vénézuéla)                    | Bolivie                              | 1-1                                  | 2-2                                  | CA 2007                              |
| 13.                                  | 3 juillet 2007                       | Estadio Metropolitano, Mérida (Vénézuéla)                    | Bolivie                              | 2-2                                  | 2-2                                  | CA 2007                              |
| 14.                                  | 2 septembre 2011                     | Estadio Nacional, Lima (Pérou)                               | Bolivie                              | 2-2                                  | 2-2                                  | Amical                               |
| 15.                                  | 11 octobre 2011                      | Estadio Monumental David Arellano, Santiago (Chili)          | Chili                                | 1-3                                  | 2-4                                  | QCM 2014                             |
| 16.                                  | 29 février 2012                      | Stade olympique de Radès, Radès (Tunisie)                    | Tunisie                              | 1-1                                  | 1-1                                  | Amical                               |
| 17.                                  | 6 février 2013                       | Ato Boldon Stadium, Port of Spain (Trinité-et-Tobago)        | Trinité-et-Tobago                    | 1-0                                  | 2-0                                  | Amical                               |
| 18.                                  | 7 juin 2013                          | Estadio Nacional, Lima (Pérou)                               | Équateur                             | 1-0                                  | 1-0                                  | QCM 2014                             |
| 19.                                  | 11 octobre 2013                      | Estadio Antonio Vespucio Liberti, Buenos Aires (Argentine)   | Argentine                            | 1-0                                  | 1-3                                  | QCM 2014                             |
| 20.                                  | 18 juin 2015                         | Estadio Elías Figueroa, Valparaíso (Chili)                   | Venezuela                            | 1-0                                  | 1-0                                  | CA 2015                              |

NB : Les scores sont affichés sans tenir compte du sens conventionnel en cas de match à l'extérieur (Pérou-Adversaire).

## Palmarès

### En club
| Bayern Munich - Coupe du monde des clubs de la FIFA (1) : - Vainqueur : 2013. - Coupe intercontinentale (1) : - Vainqueur : 2001. - Supercoupe de l'UEFA (1) : - Vainqueur : 2013. - Ligue des champions de l'UEFA (1) : - Vainqueur : 2013. - Supercoupe d'Allemagne (1) : - Vainqueur : 2012. - Championnat d'Allemagne (6) : - Champion : 2003, 2005, 2006, 2013, 2014 et 2015. - Coupe d'Allemagne (5) : - Vainqueur : 2003, 2005, 2006, 2013 et 2014. - Coupe de la Ligue d'Allemagne (2) : - Vainqueur : 2004 et 2007. |  | Werder Brême - Coupe d'Allemagne (1) : - Vainqueur : 2009. - Ligue Europa : - Finaliste : 2009. - Meilleur buteur : 2010 (9 buts, ex æquo avec Óscar Cardozo). |

### En équipe nationale
Pérou
- Copa América :
  - Troisième : 2011.

### Records
- Joueur étranger à avoir disputé le plus de matches en Bundesliga (490 matchs).
- Meilleur buteur de l'histoire du Werder Brême (153 buts toutes compétitions confondues).
- Meilleur buteur de l'histoire du Werder Brême en Bundesliga (109 buts).